# Xói mòn

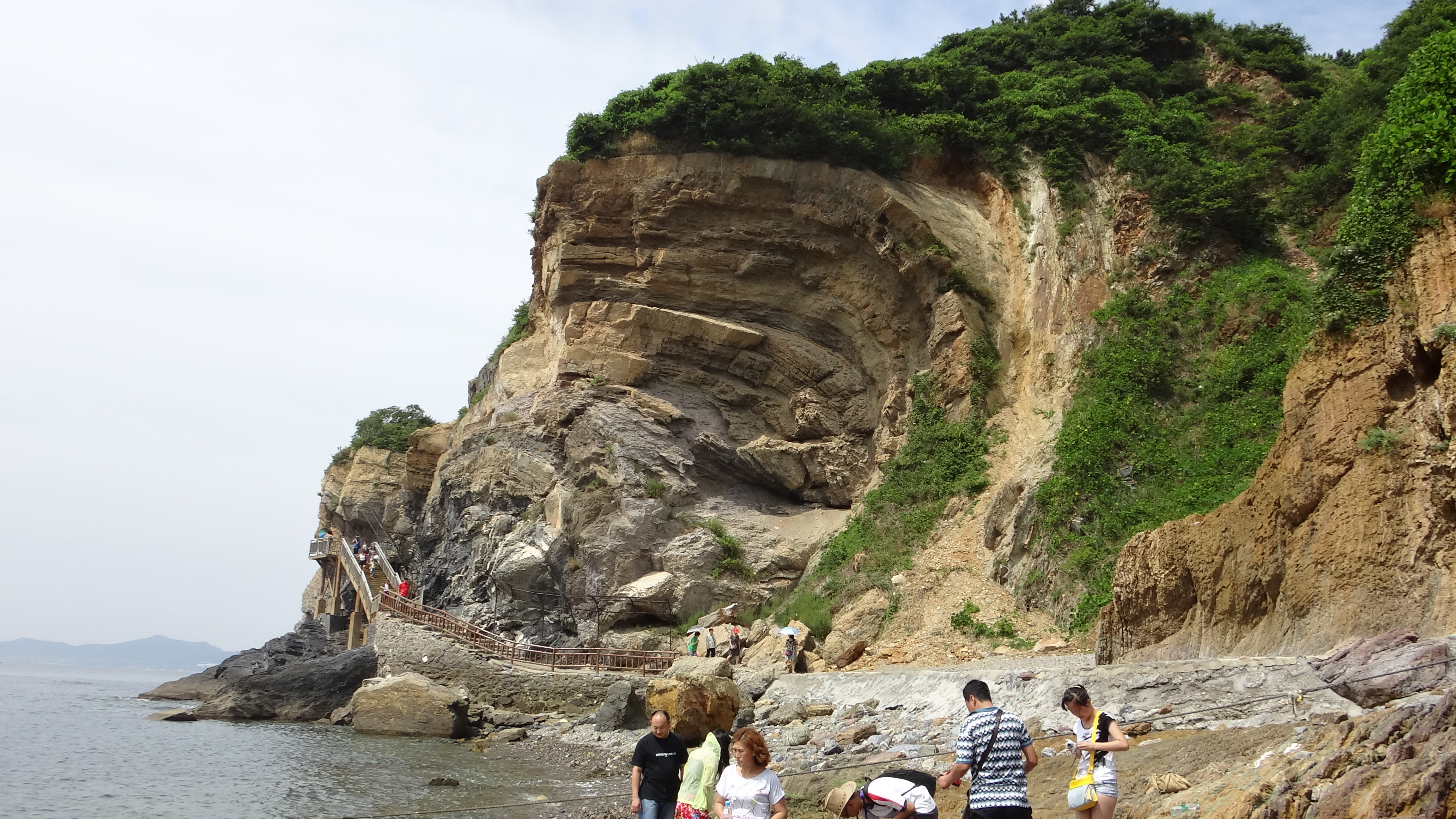
Một vách đá biển giống như sóng được tạo ra do xói mòn bờ biển, ở Công viên địa chất quốc gia ven biển Jinshitan, Đại Liên, tỉnh Liêu Ninh, Trung Quốc

Theo khoa học Trái Đất, xói mòn là sự vận động của các quá trình bề mặt (chẳng hạn như dòng chảy hoặc gió) để loại bỏ đất, đá hoặc vật chất hòa tan khỏi một vị trí trên vỏ Trái Đất sau đó đưa nó đến một vị trí khác (không nên nhầm lẫn với phong hóa - là hiện tượng không liên quan đến chuyển động). Quá trình tự nhiên này là do hoạt động mạnh của các tác nhân ăn mòn như nước, băng (sông băng), tuyết, không khí (gió), thực vật, động vật và con người. Dựa vào các tác nhân này, xói mòn đôi khi được chia thành xói mòn nước, xói mòn băng, xói mòn tuyết, xói mòn do gió, xói mòn do động vật và xói mòn do con người gây ra. Nở đá hoặc đất vào vụn trầm tích được gọi là sự xói mòn về thể chất hoặc cơ khí; điều này trái ngược với xói mòn hóa học, trong đó đất hoặc đá bị loại bỏ khỏi một khu vực bằng cách hòa tan vào dung môi (thường là nước), sau đó là dòng chảy của dung dịch đó. Trầm tích hoặc chất hòa tan bị xói mòn có thể được vận chuyển chỉ vài mm hoặc hàng nghìn km.

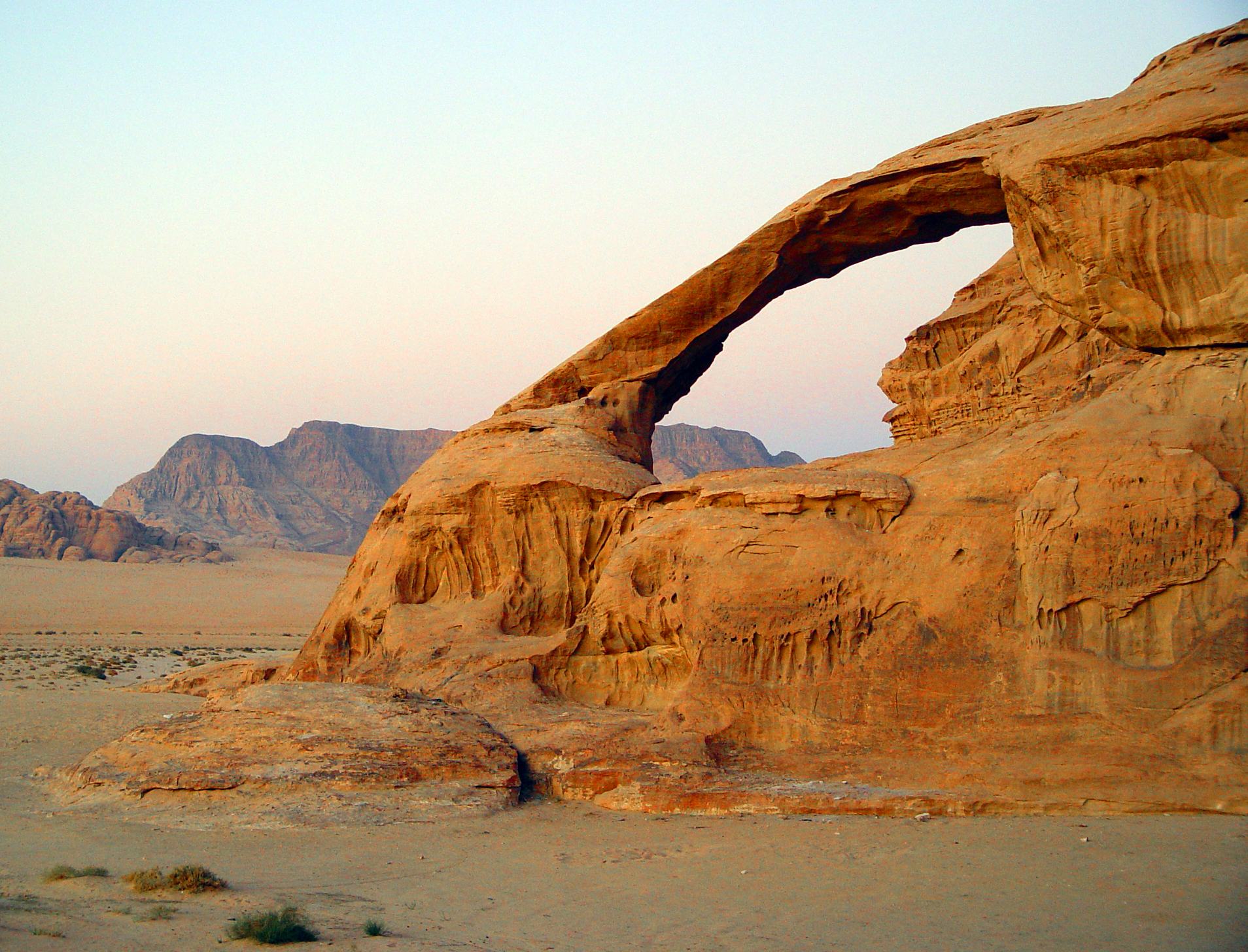
Một vòm tự nhiên được tạo ra bởi sự xói mòn của gió của đá phong hóa khác nhau ở Jebel Kharaz, Jordan

Tốc độ xói mòn tự nhiên được kiểm soát bởi hoạt động của các trình điều khiển địa chất, chẳng hạn như lượng mưa; đá gốc ở sông; xói lở bờ biển do biển và sóng; tuốt băng, mài mòn và cọ rửa; lũ lụt isal; sự mài mòn của gió; các quy trình nước ngầm; và các quá trình di chuyển khối lượng lớn trong cảnh quan dốc như lở đất,... Tốc độ mà các quá trình như vậy hoạt động kiểm soát tốc độ ăn mòn của bề mặt. Thông thường, xói mòn vật lý nhanh nhất ở trên dốc bề mặt, và tỷ lệ cũng có thể nhận dạng với một số đặc tính về khí hậu điều khiển bao gồm một lượng nước cấp (ví dụ, do mưa), storminess, tốc độ gió, sóng lấy, hoặc nhiệt độ khí quyển (đặc biệt là đối với một số các quá trình liên quan đến băng). Các kết quả cũng có thể cho thấy tốc độ xói mòn và lượng vật chất bị xói mòn đã được mang đi, ví dụ, một con sông hoặc sông băng. Các quá trình xói mòn tạo ra trầm tích hoặc chất hòa tan từ một địa điểm tương phản với các quá trình lắng đọng, kiểm soát sự xuất hiện và dịch chuyển của vật chất tại một địa điểm mới. Ta có thể thấy xói mòn là một quá trình tự nhiên có thể xảy ra bất cứ lúc nào thì các hoạt động của con người vẫn tiếp tục tăng gấp 10-40 lần so với tốc độ xói mòn đang xảy ra trên toàn cầu. Tại các địa điểm nông nghiệp nổi tiếng như Dãy núi Appalachian, các phương thức canh tác thâm canh vẫn gây ra xói mòn nhanh gấp 100 lần so với tốc độ xói mòn tự nhiên trong khu vực. Xói mòn quá mức (hoặc tăng tốc) gây ra cả một đống vấn đề "tại chỗ" và "ngoài địa điểm". Các tác động tại chỗ bao gồm giảm năng suất nông nghiệp và suy sụp sinh thái (về cảnh quan tự nhiên), và nguyên nhân đều là do bị mất lớp đất giàu dinh dưỡng phía trên. Trong một số trường hợp thì tạo nên hiện tượng sa mạc hóa. Các tác động bên ngoài bao gồm bồi lắng đường nước và phú dưỡng các vùng nước, cũng như thiệt hại liên quan đến trầm tích đối với đường xá và nhà cửa. Xói mòn do nước và gió là hai nguyên nhân chính gây suy thoái đất; đặc biệt chúng là nguyên nhân của khoảng 84% diện tích đất bị thoái hóa trên toàn cầu, khiến xói mòn quá mức trở thành một trong những vấn đề môi trường nghiêm trọng nhất trên toàn thế giới. :2  :1
Thâm canh nông nghiệp, phá rừng, đường sá, biến đổi khí hậu do con người gây ra và đô thị hóa là một trong những hoạt động quan trọng nhất của con người liên quan đến tác động của chúng trong việc kích thích xói mòn. Tuy nhiên, có nhiều biện pháp phòng ngừa và khắc phục có thể hạn chế hoặc hạn chế xói mòn các loại đất dễ bị xói mòn.

## Quy trình vật lý

### Lượng mưa và dòng chảy bề mặt

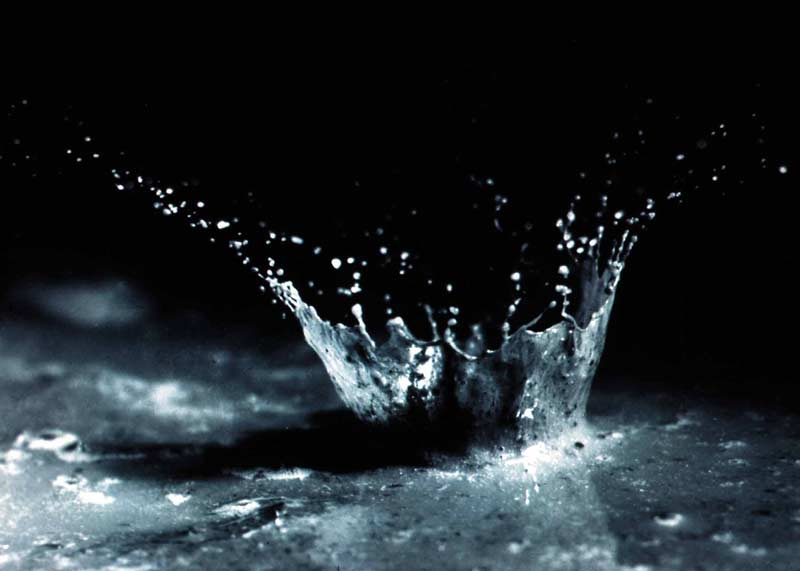
Đất và nước bị bắn tung tóe do tác động của một hạt mưa

Lượng mưa và dòng chảy bề mặt có thể do mưa, tạo ra bốn loại xói mòn đất chính: xói mòn theo tia, xói mòn tấm, xói mòn rãnh và xói mòn rãnh. Xói mòn do tia lửa bắn ra thường được coi là giai đoạn đầu tiên và ít nghiêm trọng nhất trong quá trình xói mòn đất, tiếp theo là xói mòn dạng tấm, sau đó là xói mòn rãnh và cuối cùng là xói mòn rãnh (nghiêm trọng nhất trong bốn dạng). :60–61 
Trong xói mòn bắn, tác động của một hạt mưa rơi xuống sẽ tạo ra một miệng núi lửa nhỏ trong đất, đẩy các hạt đất ra ngoài. Khoảng cách mà các hạt đất này di chuyển có thể là 0,6 m (hai feet) theo chiều dọc và 1,5 m (năm feet) theo chiều ngang trên mặt đất bằng phẳng.
Nếu đất bão hòa, hoặc nếu lượng mưa lớn hơn tốc độ nước có thể thấm vào đất, thì hiện tượng chảy tràn bề mặt sẽ xảy ra. Nếu dòng chảy có đủ năng lượng dòng chảy, nó sẽ đưa các hạt đất lỏng lẻo (trầm tích) xuống dốc. Xói mòn bề mặt là sự vận chuyển các hạt đất lỏng lẻo bằng dòng chảy trên cạn. 

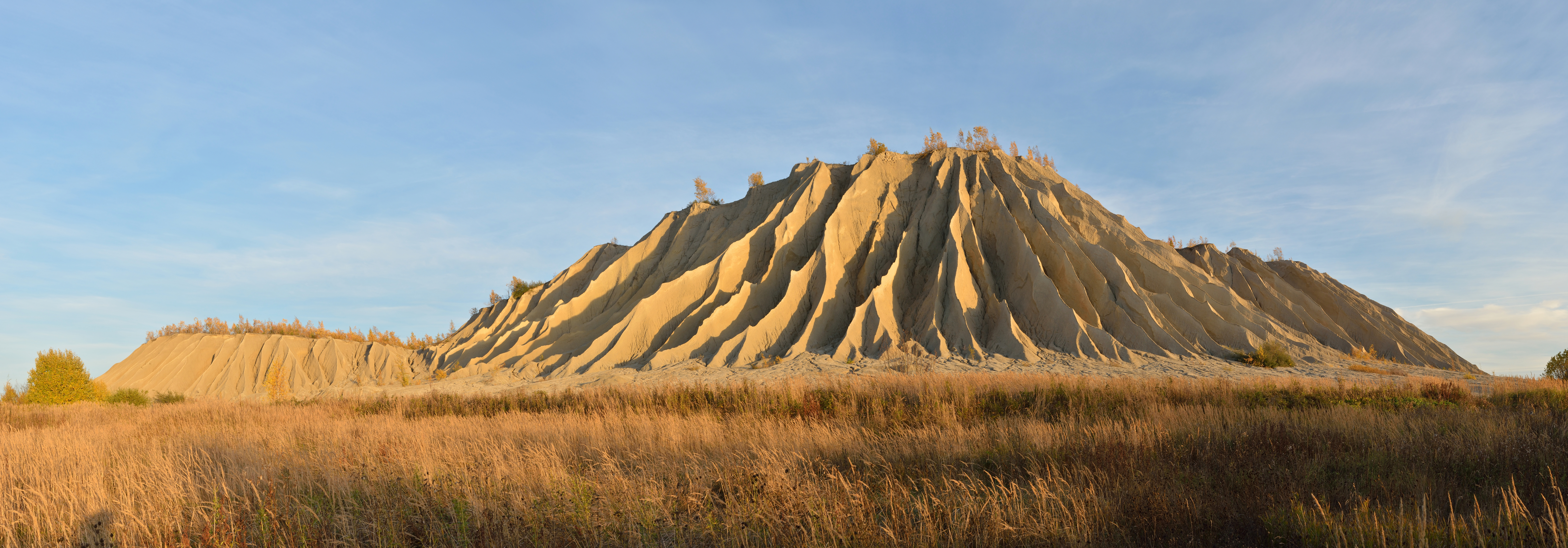
Một đỉnh hư hỏng được bao phủ bởi các rãnh và mòng biển do quá trình xói mòn do mưa gây ra: Rummu, Estonia

Suối xói mòn là sự phát triển của nhỏ, phù du con đường tập trung dòng chảy mà chức năng như cả hai nguồn trầm tích và trầm tích hệ thống phân phối cho xói mòn trên sườn đồi. Nói chung, ở những nơi mà tỷ lệ xói mòn do nước trên các khu vực vùng cao bị xáo trộn là lớn nhất, thì các cuộc vận động diễn ra sôi nổi. Độ sâu dòng chảy trong suối thường vào khoảng vài cm (khoảng một inch) trở xuống và độ dốc dọc theo kênh có thể khá dốc. Điều này có nghĩa là các đường trượt thể hiện vật lý thủy lực rất khác với nước chảy qua các kênh suối và sông sâu hơn, rộng hơn.
Xói mòn của nước tạo rãnh xảy ra khi nước chảy tích tụ và chảy nhanh trong các kênh hẹp trong hoặc ngay sau khi mưa lớn hoặc tuyết tan, làm trôi đất đến độ sâu đáng kể.

### Sông suối

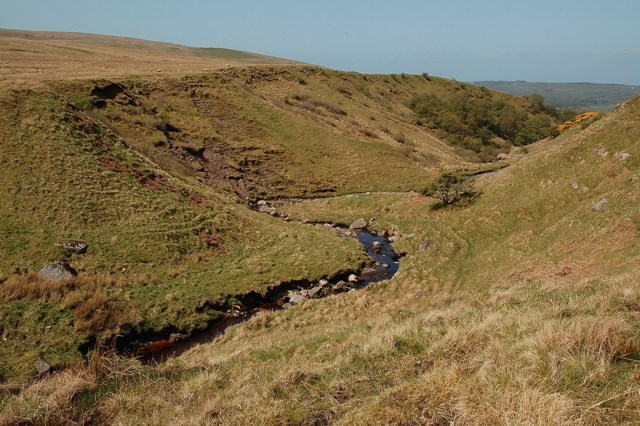
Dobbingstone Burn, Scotland, cho thấy hai kiểu xói mòn khác nhau ảnh hưởng đến cùng một nơi. Xói mòn thung lũng đang xảy ra do dòng chảy của dòng chảy, và các tảng đá và đá (và phần lớn đất) nằm trên bờ suối bị đóng băng cho đến khi bị bỏ lại khi các sông băng thời kỳ băng hà chảy qua địa hình.

Xói mòn thung lũng hoặc dòng chảy xảy ra với dòng nước tiếp tục dọc theo một đối tượng địa lý dạng tuyến. Xói mòn vừa xuôi xuống, vừa khoét sâu thung lũng, vừa hướng về phía trước, kéo dài thung lũng vào sườn đồi, tạo ra những vết cắt đầu và bờ dốc. Trong giai đoạn sớm nhất của xói mòn suối, hoạt động ăn mòn chủ yếu là theo phương thẳng đứng, các thung lũng có mặt cắt ngang điển hình V và độ dốc của dòng tương đối dốc. Khi đạt đến một số mức cơ bản, hoạt động ăn mòn chuyển sang xói mòn bên, làm mở rộng đáy thung lũng và tạo ra một vùng ngập lụt hẹp. Độ dốc của dòng suối trở nên gần như bằng phẳng, và sự lắng đọng trầm tích theo chiều trở nên quan trọng khi dòng chảy uốn khúc qua đáy thung lũng. Trong tất cả các giai đoạn xói mòn suối, cho đến nay, xói mòn nhiều nhất xảy ra trong thời gian lũ lụt khi nước chảy ngày càng nhiều và nhanh hơn mang theo một lượng phù sa lớn hơn. Trong các quá trình như vậy, không phải chỉ có nước mới bị xói mòn: các hạt mài mòn, đá cuội và đá tảng cũng có thể hoạt động ăn mòn khi chúng đi qua một bề mặt, trong một quá trình được gọi là lực kéo.
Xói mòn bờ là sự bào mòn của bờ suối hoặc sông. Điều này được phân biệt với những thay đổi trên nền của nguồn nước, được gọi là sự cọ rửall. Có thể đo xói mòn và thay đổi hình thức bờ sông bằng cách đưa các thanh kim loại vào bờ và đánh dấu vị trí của bề mặt bờ dọc theo các thanh tại các thời điểm khác nhau.

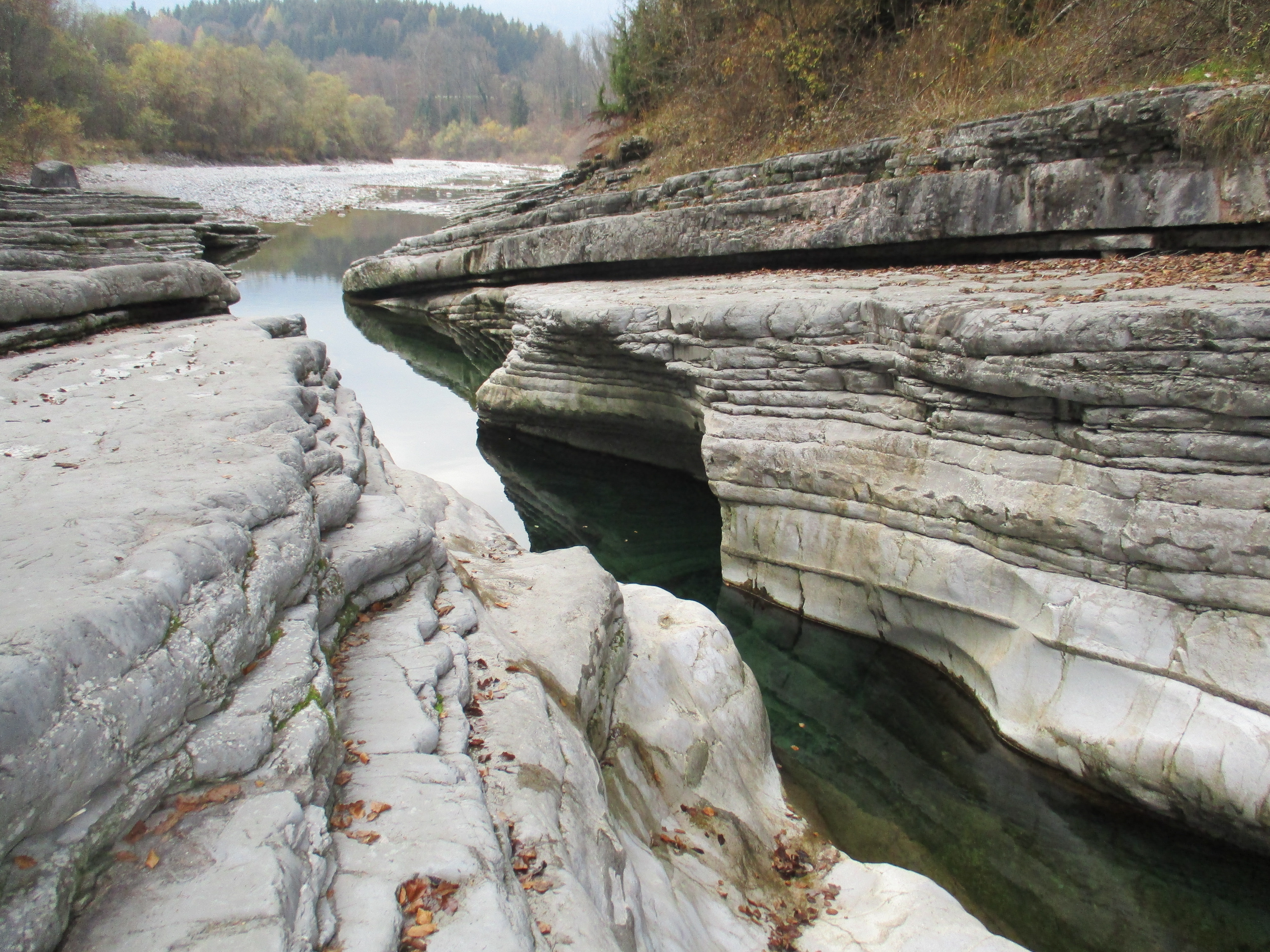
Những lớp phấn lộ ra bởi một dòng sông xói mòn qua chúng

Xói mòn của nhiệt là kết quả của sự tan chảy và làm suy yếu lớp băng vĩnh cửu do nước di chuyển. Nó có thể xảy ra ở cả ven sông và ven biển. Sự di cư nhanh chóng của các kênh sông được quan sát thấy ở sông Lena của Siberia là do xói mòn nhiệt, vì các phần này của các bờ được cấu tạo bởi các vật liệu không kết dính bằng xi măng đóng băng vĩnh cửu. Phần lớn sự xói mòn này xảy ra do các bờ bị suy yếu bị sụt lở lớn. Xói mòn do nhiệt cũng ảnh hưởng đến bờ biển Bắc Cực, nơi tác động của sóng và nhiệt độ gần bờ kết hợp làm xói mòn lớp băng vĩnh cửu vô tội vạ dọc theo bờ biển và khiến chúng bị hỏng. Tốc độ xói mòn hàng năm dọc theo đoạn dài 100 kilômét (62 dặm) của bờ biển Beaufort trung bình là 5,6 mét (18 foot) mỗi năm từ năm 1955 đến năm 2002.
Hầu hết xói mòn sông xảy ra gần cửa sông. Trên một khúc cua sông, cạnh dài nhất có nước chảy chậm hơn. Tại đây một lớp chất được tích tụ. Ở phía hẹp nhất, sắc nét nhất của khúc cua, có nước di chuyển nhanh hơn nên phía này có xu hướng bị xói mòn gần hết.

### Duyên hải ven biển

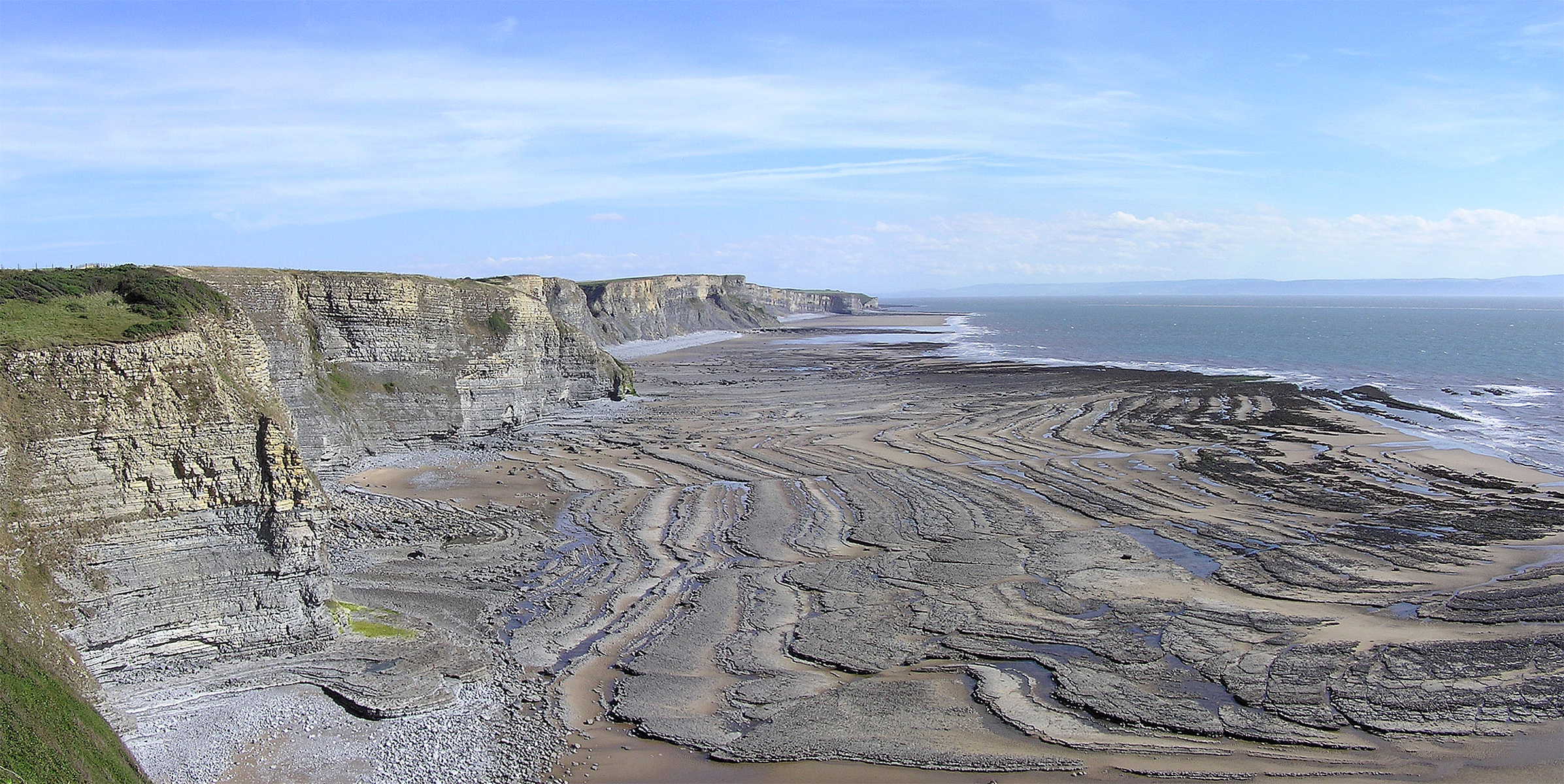
Nền tảng cắt sóng gây ra bởi sự xói mòn của vách đá bởi biển, tại Southerndown ở Nam Wales

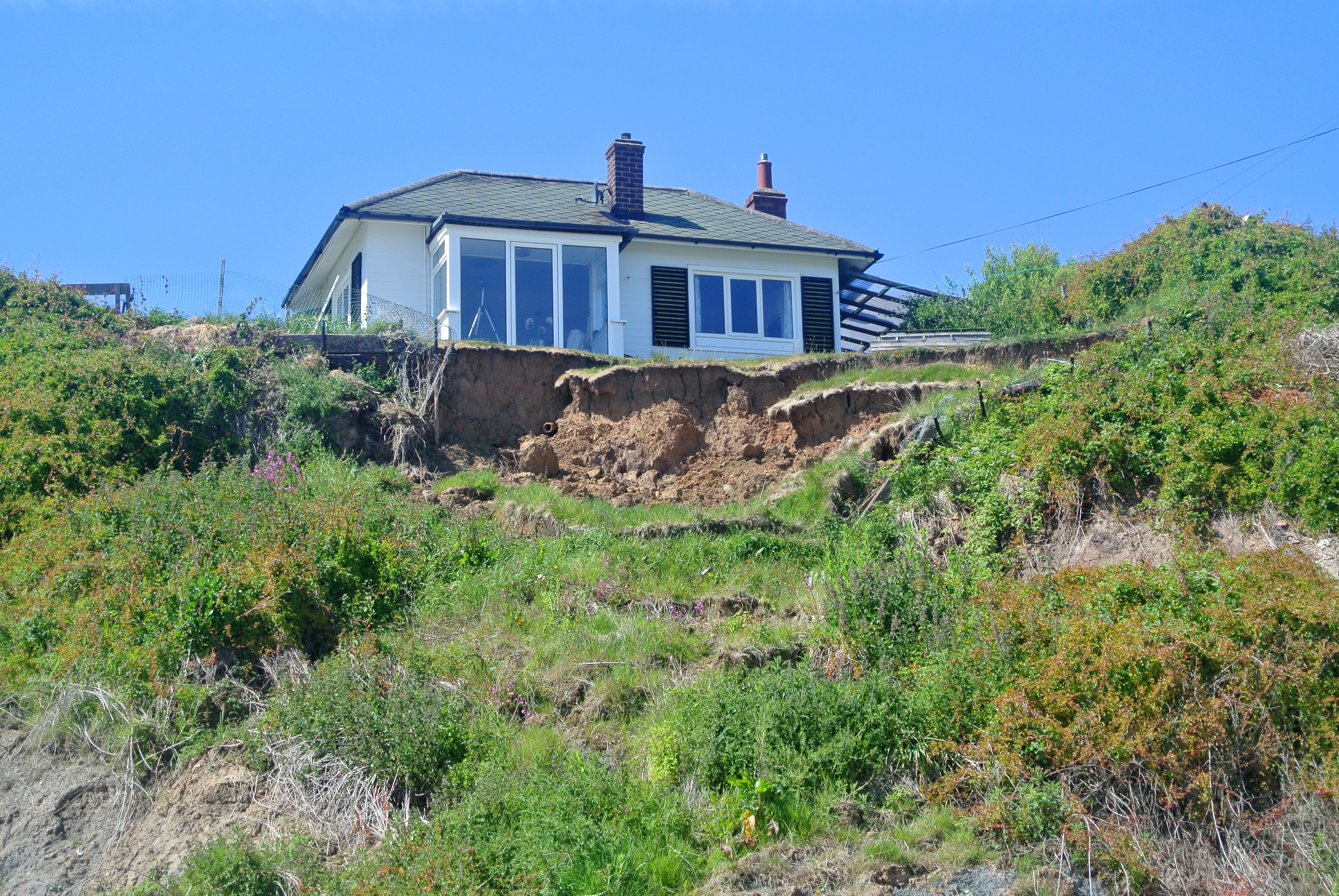
Xói mòn lớp đất sét đá tảng (tuổi Pleistocen) dọc theo các vách đá ở Vịnh Filey, Yorkshire, Anh

Xói mòn bờ biển, xảy ra ở cả bờ biển tự nhiên và bờ biển nhân tạo, chủ yếu xảy ra do tác động của dòng chảy và sóng nhưng sự thay đổi mực nước biển (thủy triều) cũng có thể đóng một vai trò nào đó.
Hoạt động thủy lực xảy ra khi không khí trong khe nứt bị nén đột ngột bởi một làn sóng che khe nứt. Điều này sau đó làm nứt nó. Sóng đập là khi năng lượng tuyệt đối của sóng đập vào vách đá hoặc đá vỡ ra. Mài mòn được gây ra bởi sóng tung tải biển ở vách đá. Đây là hình thức xói mòn bờ biển nhanh chóng và hiệu quả nhất (không nên nhầm lẫn với ăn mòn). Ăn mòn là sự hòa tan của đá bởi axit cacbonic trong nước biển. Các vách đá vôi đặc biệt dễ bị xói mòn bởi loại xói mòn này. Lực hút là nơi các hạt / tải trọng biển do sóng mang theo bị mài mòn khi chúng va vào nhau và vào các vách đá. Điều này sau đó làm cho vật liệu dễ bị rửa trôi hơn. Vật liệu cuối cùng là ván lợp và cát. Một nguồn xói mòn đáng kể khác, đặc biệt là trên các đường bờ biển cacbonat, là do mài mòn, cạo và nghiền các sinh vật, một quá trình được gọi là xói mòn sinh học.
Trầm tích được vận chuyển dọc theo bờ biển theo hướng của dòng chảy chủ đạo (trôi dạt vào bờ biển). Khi lượng phù sa chảy ngược ít hơn lượng được mang đi, xói mòn xảy ra. Khi lượng trầm tích dòng chảy lớn hơn, các bờ cát hoặc sỏi sẽ có xu hướng hình thành do sự lắng đọng. Các bờ này có thể di chuyển chậm dọc theo bờ biển theo hướng trôi dạt vào bờ, luân phiên bảo vệ và làm lộ ra các phần của bờ biển. Ở những nơi có đường bờ biển bị uốn cong, thường xảy ra hiện tượng tích tụ vật chất bị xói mòn tạo thành một bờ dài hẹp (một vết nhổ). Các bãi biển và các bãi cát chìm ngoài khơi cũng có thể bảo vệ các phần của bờ biển khỏi bị xói mòn. Trong những năm qua, khi các bãi cạn dần dịch chuyển, xói mòn có thể chuyển hướng tấn công các phần khác nhau của bờ biển.

### Xói mòn hóa học
Xói mòn hóa học là sự mất mát vật chất trong cảnh quan dưới dạng chất hòa tan. Xói mòn hóa học thường được tính toán từ các chất hòa tan có trong các dòng suối. Anders Rapp đã đi tiên phong trong việc nghiên cứu xói mòn hóa học trong công trình của ông về Kärkeveens xuất bản năm 1960.

### Sông băng
Các sông băng bị xói mòn chủ yếu bởi ba quá trình khác nhau: mài mòn / cọ rửa, kéo và đập băng. Trong một quá trình mài mòn, các mảnh vụn trong lớp băng nền sẽ quét dọc theo lớp đá, đánh bóng và khoét các lớp đá bên dưới, tương tự như giấy nhám trên gỗ. Các nhà khoa học đã chỉ ra rằng, ngoài vai trò của nhiệt độ trong việc đào sâu thung lũng, các quá trình băng hà khác, chẳng hạn như xói mòn cũng kiểm soát các biến thể xuyên thung lũng. Trong mô hình xói mòn nền tảng đồng nhất, mặt cắt kênh cong bên dưới lớp băng được tạo ra. Mặc dù sông băng tiếp tục nghiêng theo chiều thẳng đứng, hình dạng của kênh bên dưới lớp băng cuối cùng vẫn không đổi, đạt đến hình dạng trạng thái ổn định hình parabol hình chữ U như chúng ta thấy hiện nay trong các thung lũng băng. Các nhà khoa học cũng đưa ra một ước tính số về thời gian cần thiết để hình thành cuối cùng của một thung lũng hình chữ U ổn định — khoảng 100.000 năm. Ngược lại, trong nền đá gốc yếu (chứa vật liệu dễ ăn mòn hơn các đá xung quanh), số lượng xói mòn quá sâu bị hạn chế vì vận tốc băng và tốc độ xói mòn đều giảm.
Sông băng cũng có thể làm cho các mảnh đá gốc bị nứt ra trong quá trình kéo. Trong quá trình đẩy băng, sông băng đóng băng thành đáy của nó, sau đó khi dâng về phía trước, nó di chuyển các mảng lớn trầm tích đóng băng ở đáy cùng với sông băng. Phương pháp này đã tạo ra một số trong số hàng ngàn lưu vực hồ nằm rải rác ở rìa của Canadian Shield. Sự khác biệt về độ cao của các dãy núi không chỉ là kết quả của các lực kiến tạo, chẳng hạn như sự nâng lên của đá, mà còn là sự biến đổi khí hậu cục bộ. Các nhà khoa học sử dụng phân tích toàn cầu về địa hình để chỉ ra rằng xói mòn do băng kiểm soát chiều cao tối đa của các ngọn núi, vì sự giải tỏa giữa các đỉnh núi và đường tuyết thường giới hạn ở độ cao dưới 1500 m. Sự xói mòn do sông băng gây ra trên toàn thế giới làm xói mòn núi hiệu quả đến mức thuật ngữ glacial buzzsaw đã được sử dụng rộng rãi, mô tả tác động hạn chế của sông băng đối với chiều cao của các dãy núi. Khi núi phát triển cao hơn, chúng thường cho phép hoạt động băng nhiều hơn (đặc biệt là trong vùng tích tụ trên độ cao đường cân bằng băng), làm tăng tốc độ xói mòn núi, giảm khối lượng nhanh hơn sự phục hồi đẳng áp có thể thêm vào núi. Điều này cung cấp một ví dụ điển hình về vòng lặp phản hồi tiêu cực. Nghiên cứu đang tiến hành cho thấy trong khi các sông băng có xu hướng giảm kích thước núi, ở một số khu vực, sông băng thực sự có thể làm giảm tốc độ xói mòn, hoạt động như một lớp áo giáp băng. Băng không chỉ có thể làm xói mòn núi mà còn có thể bảo vệ chúng khỏi bị xói mòn. Tùy thuộc vào chế độ sông băng, ngay cả những vùng đất núi cao dốc cũng có thể được bảo tồn qua thời gian với sự trợ giúp của băng. Các nhà khoa học đã chứng minh lý thuyết này bằng cách lấy mẫu tám đỉnh của Tây Bắc Svalbard sử dụng Be10 và Al26, cho thấy rằng Tây Bắc Svalbard đã chuyển từ trạng thái xói mòn sông băng dưới nhiệt độ cực đại của sông băng tương đối nhẹ, sang trạng thái giáp sông băng được bao phủ bởi lớp băng bảo vệ lạnh giá trong nhiệt độ cực đại của băng giá lạnh hơn nhiều khi kỷ băng hà tiến triển.

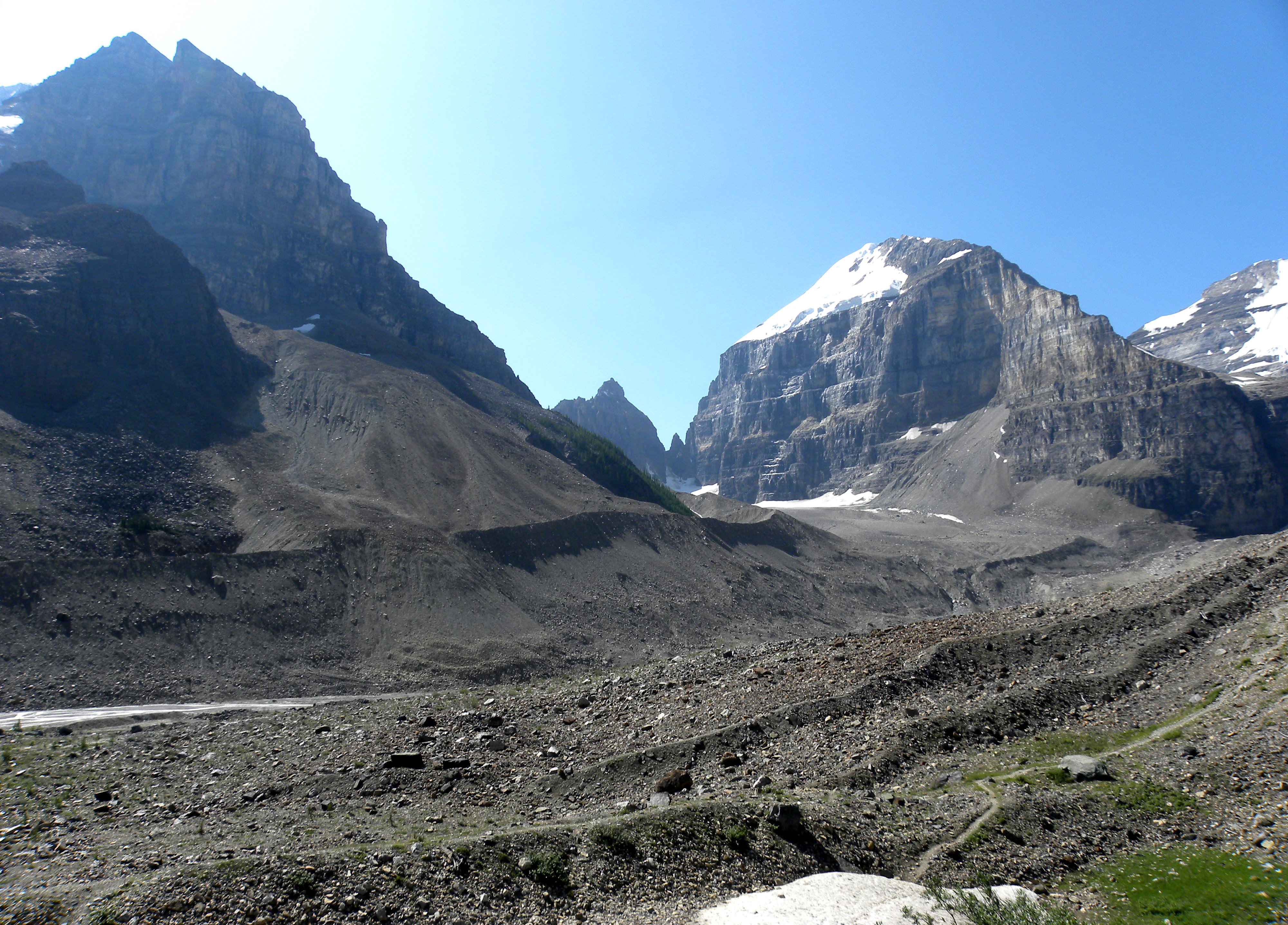
Glacial trầm tích ở trên Lake Louise, ở Alberta, Canada

Các quá trình này, kết hợp với sự xói mòn và vận chuyển của mạng lưới nước bên dưới sông băng, để lại các địa hình băng giá như moraines, drumlins, moraine trên mặt đất (đến), kames, kame deltas, moulins, và công thái học trên sông băng, điển hình là ở ga cuối hoặc trong quá trình rút lui của sông băng.
Hình thái thung lũng băng phát triển tốt nhất dường như bị hạn chế đối với các cảnh quan có tỷ lệ nâng đá thấp (nhỏ hơn hoặc bằng 2 mm mỗi năm) và giảm nhẹ, dẫn đến thời gian doanh thu dài. Trường hợp tỷ lệ tăng rock vượt quá 2 mm mỗi năm, hình thái thung lũng băng nói chung đã được thay đổi đáng kể trong thời gian hậu băng hà. Sự tác động lẫn nhau của xói mòn băng hà và cưỡng bức kiến tạo chi phối tác động hình thái của các hốc đá lên các orogens đang hoạt động, bằng cách ảnh hưởng đến chiều cao của chúng và bằng cách thay đổi mô hình xói mòn trong các thời kỳ băng hà tiếp theo thông qua mối liên hệ giữa sự nâng lên của đá và hình dạng mặt cắt ngang của thung lũng.

### Lũ lụt
Ở các dòng chảy cực cao, các đường gấp khúc hoặc xoáy được hình thành bởi một lượng lớn nước chảy xiết. Đá sạt lở gây xói mòn cục bộ cực độ, tuốt lớp nền và tạo ra các đặc điểm địa lý kiểu ổ gà được gọi là lưu vực đá cắt. Có thể thấy các ví dụ về các vùng lũ lụt do hồ Missoula băng hà, nơi đã tạo ra các vùng đất có kênh ở vùng lòng chảo Columbia ở phía đông Washington.

### Xói mòn gió

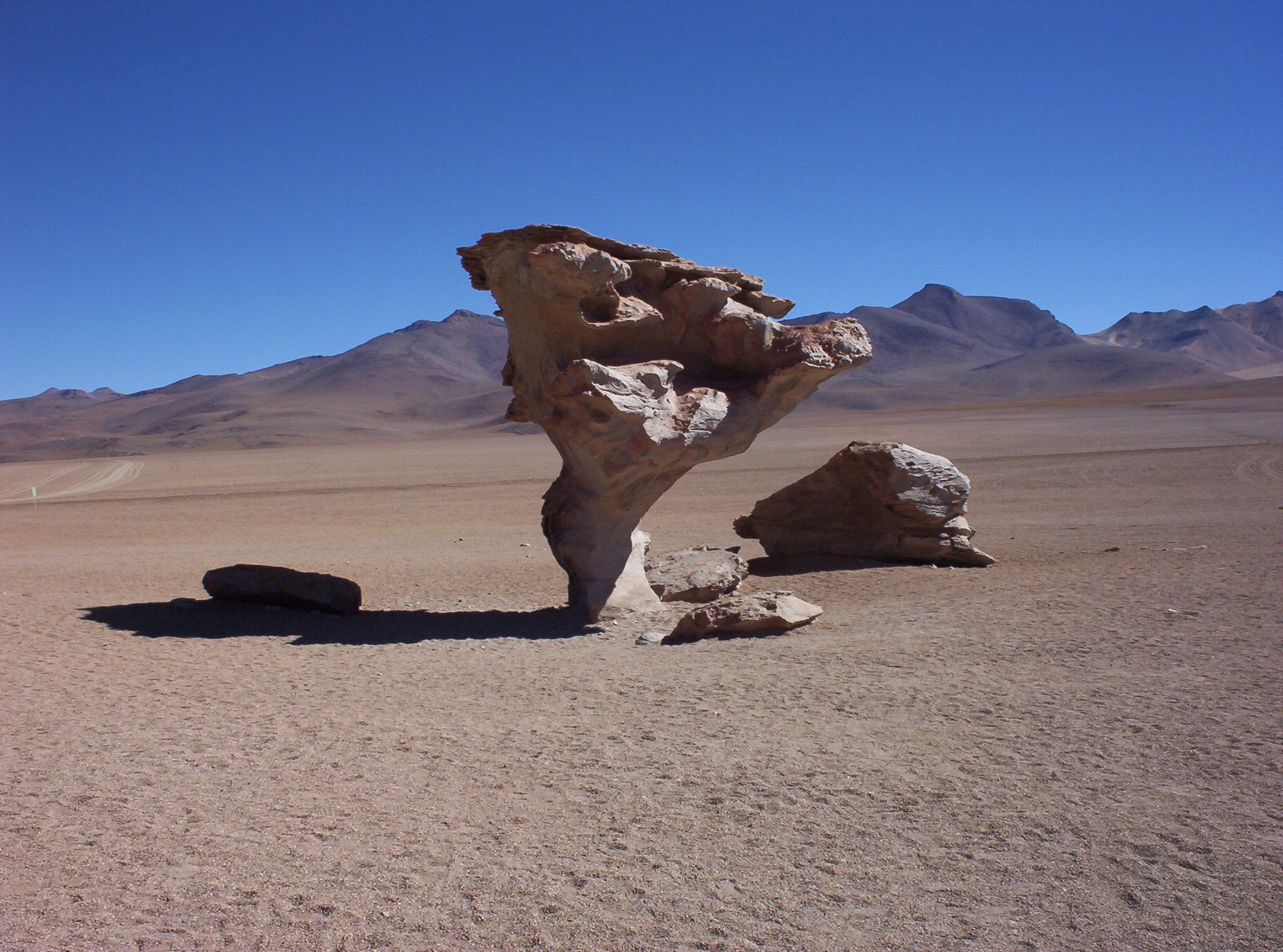
Árbol de Piedra, một khối đá ở Altiplano, Bolivia được điêu khắc bởi sự xói mòn của gió

Xói mòn do gió là một tác động địa mạo chính, đặc biệt ở các vùng khô hạn và bán khô hạn. Nó cũng là nguồn gốc chính của sự suy thoái đất, bốc hơi, sa mạc hóa, bụi độc hại trong không khí và thiệt hại về cây trồng - đặc biệt là sau khi bị tăng cao hơn nhiều so với tỷ lệ tự nhiên bởi các hoạt động của con người như phá rừng, đô thị hóa và nông nghiệp.
Xói mòn do gió có hai dạng chính: giảm phát, nơi gió đón và mang đi các hạt rời; và mài mòn, nơi các bề mặt bị mài mòn khi chúng bị tác động bởi các hạt trong không khí do gió mang theo. Giảm phát được chia thành ba loại: (1) hiện tượng rão bề mặt, nơi các hạt lớn hơn, nặng hơn trượt hoặc lăn dọc theo mặt đất; (2) muối hóa, trong đó các hạt được nâng lên một độ cao ngắn trong không khí, nảy lên và tạo muối trên bề mặt đất; và (3) huyền phù, nơi các hạt rất nhỏ và nhẹ được gió đưa vào không khí và thường được mang đi trong một quãng đường dài. Muối là nguyên nhân gây ra phần lớn (50-70%) xói mòn do gió, sau đó là hiện tượng huyền phù (30-40%), và sau đó là hiện tượng xói mòn bề mặt (5-25%). :57 
Xói mòn do gió còn nghiêm trọng hơn nhiều ở những khu vực khô cằn và trong thời gian hạn hán. Ví dụ, ở Great Plains, người ta ước tính rằng mất đất do gió xói mòn có thể lớn hơn 6100 lần trong những năm hạn hán so với những năm ẩm ướt.

### Sạt lở

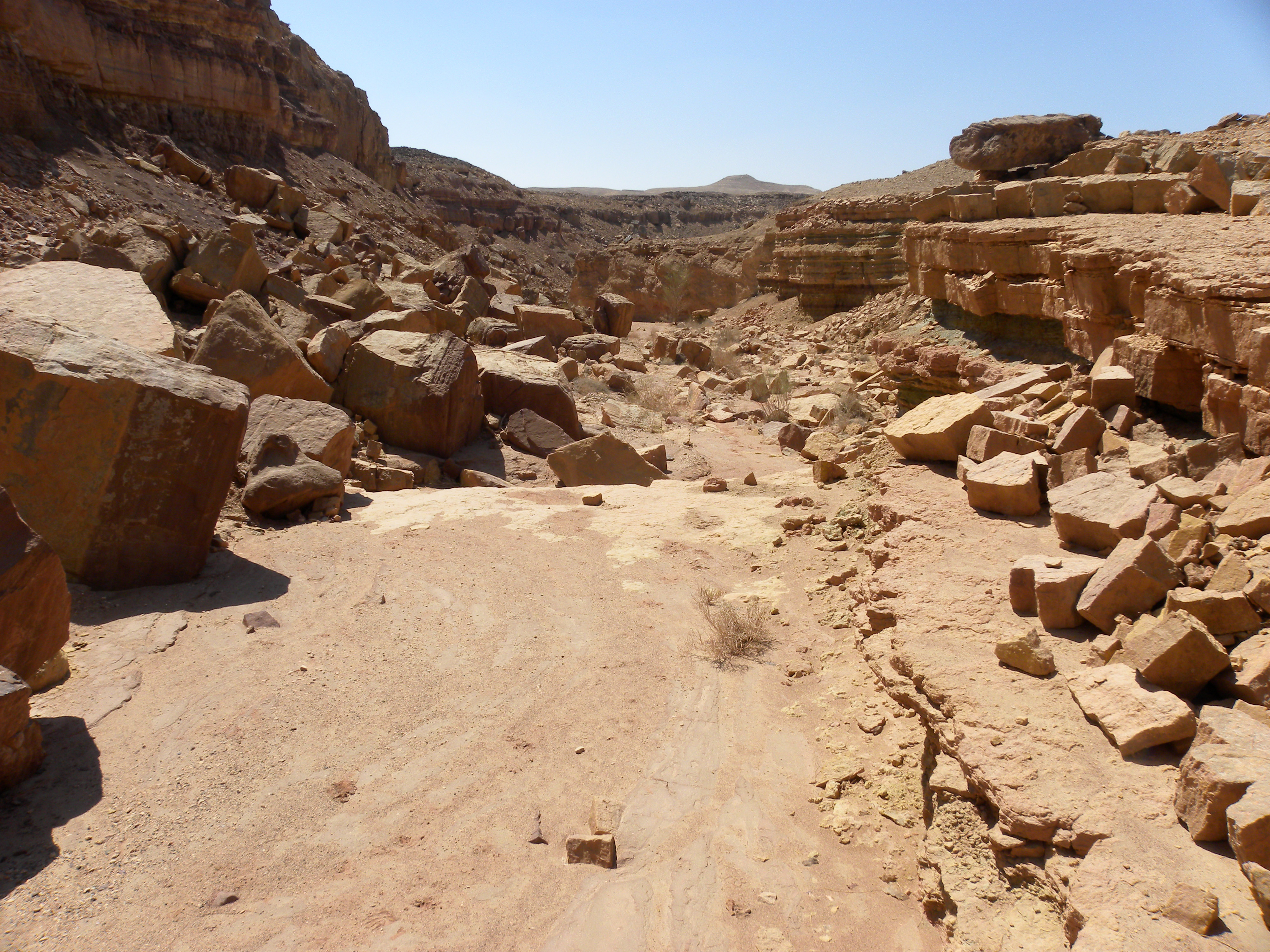
Một wadi ở Makhtesh Ramon, Israel, cho thấy sự xói mòn do sụp đổ do trọng lực trên bờ của nó

Chuyển động khối là chuyển động xuống và ra ngoài của đá và trầm tích trên bề mặt dốc, chủ yếu là do tác dụng của trọng lực.
Chuyển động khối là một phần quan trọng của quá trình xói mòn và thường là giai đoạn đầu tiên trong quá trình phá vỡ và vận chuyển vật liệu phong hóa ở các vùng núi. :93 Nó di chuyển vật liệu từ độ cao cao hơn đến độ cao thấp hơn, nơi các tác nhân xói mòn khác như suối và sông băng sau đó có thể lấy vật liệu và di chuyển đến độ cao thậm chí còn thấp hơn. Các quá trình chuyển động khối lượng luôn diễn ra liên tục trên mọi mặt dốc; một số quá trình chuyển động của khối lượng hoạt động rất chậm; những người khác xảy ra rất đột ngột, thường với kết quả thảm hại. Mọi chuyển động xuống dốc có thể cảm nhận được của đá hoặc trầm tích thường được gọi chung là trượt đất. Tuy nhiên, sạt lở đất có thể được phân loại theo cách chi tiết hơn phản ánh các cơ chế gây ra chuyển động và vận tốc mà chuyển động xảy ra. Một trong những biểu hiện địa hình có thể nhìn thấy một hình thức rất chậm hoạt động như là một dốc đá vụn.
Sạt lở đất xảy ra trên các sườn đồi dốc, xảy ra dọc theo các đới đứt gãy riêng biệt, thường nằm trong các vật liệu như đất sét, một khi được giải phóng, có thể di chuyển xuống dốc khá nhanh. Chúng thường sẽ cho thấy sự suy giảm đẳng áp hình thìa, trong đó vật liệu đã bắt đầu trượt xuống dốc. Trong một số trường hợp, độ sụt là do nước bên dưới mái dốc làm suy yếu nó. Trong nhiều trường hợp, nó chỉ đơn giản là kết quả của kỹ thuật kém dọc theo các đường cao tốc, nơi nó thường xuyên xảy ra.
Rào bề mặt là chuyển động chậm của các mảnh vụn đất và đá do trọng lực thường không thể cảm nhận được trừ khi quan sát mở rộng. Tuy nhiên, thuật ngữ này cũng có thể mô tả sự lăn của các hạt đất rời 0,5 đến 1,0 mm (0,02 đến 0,04 in) theo đường kính gió dọc theo bề mặt đất.

## Các nhân tố ảnh hưởng tới tình trạng xói mòn

### Khí hậu
Lượng và cường độ mưa là yếu tố khí hậu chính chi phối sự xói mòn đất do nước. Mối quan hệ đặc biệt mạnh mẽ nếu lượng mưa lớn xảy ra vào những thời điểm hoặc ở những vị trí mà bề mặt đất không được bảo vệ tốt bởi thảm thực vật. Điều này có thể xảy ra trong thời kỳ các hoạt động nông nghiệp khiến đất trống, hoặc ở các vùng bán khô hạn nơi thực vật tự nhiên thưa thớt. Xói mòn do gió đòi hỏi phải có gió mạnh, đặc biệt là trong thời gian khô hạn khi thảm thực vật thưa thớt và đất khô (và vì vậy càng dễ bị xói mòn). Các yếu tố khí hậu khác như nhiệt độ trung bình và phạm vi nhiệt độ cũng có thể ảnh hưởng đến xói mòn, thông qua ảnh hưởng của chúng đến thảm thực vật và tính chất của đất. Nhìn chung, với thảm thực vật và hệ sinh thái tương tự, các khu vực có lượng mưa nhiều hơn (đặc biệt là lượng mưa cường độ cao), nhiều gió hơn hoặc nhiều bão hơn được cho là sẽ có nhiều xói mòn hơn.
Ở một số vùng trên thế giới (ví dụ như các trung tây Hoa Kỳ), cường độ mưa là yếu tố chính của tình trạng xói mòn (đối với một định nghĩa về kiểm tra tình trạng xói mòn) với cường độ cao hơn lượng mưa thường dẫn đến xói mòn đất hơn bằng nước. Kích thước và vận tốc của giọt mưa cũng là một yếu tố quan trọng. Những giọt mưa lớn hơn và vận tốc cao hơn có động năng lớn hơn, và do đó tác động của chúng sẽ làm dịch chuyển các hạt đất với khoảng cách lớn hơn những giọt mưa nhỏ hơn, di chuyển chậm hơn.
Ở các khu vực khác trên thế giới (ví dụ như Tây Âu), dòng chảy và xói mòn là kết quả của cường độ tương đối thấp của lượng mưa địa tầng rơi xuống đất bão hòa trước đó. Trong những tình huống như vậy, lượng mưa thay vì cường độ là yếu tố chính xác định mức độ nghiêm trọng của xói mòn đất do nước.
Ở Đài Loan, nơi tần suất bão gia tăng đáng kể trong thế kỷ 21, mối liên hệ chặt chẽ giữa sự gia tăng tần suất bão với sự gia tăng lượng phù sa ở các sông và hồ chứa, làm nổi bật những tác động của biến đổi khí hậu đối với xói mòn.

### Lớp phủ thực vật
Thảm thực vật hoạt động như một mặt phân cách giữa khí quyển và đất. Nó làm tăng tính thấm của đất với nước mưa, do đó làm giảm dòng chảy. Nó che chở đất khỏi gió, dẫn đến giảm xói mòn do gió, cũng như những thay đổi thuận lợi trong vi khí hậu. Rễ của cây liên kết đất với nhau và đan xen với các rễ khác, tạo thành một khối vững chắc hơn, ít bị tác động của nước và xói mòn do gió. Việc loại bỏ thảm thực vật sẽ làm tăng tốc độ xói mòn bề mặt.

### Địa hình
Địa hình của vùng đất quyết định vận tốc mà dòng chảy bề mặt sẽ chảy, từ đó xác định độ ăn mòn của dòng chảy. Các sườn dốc dài hơn, dốc hơn (đặc biệt là những nơi không có lớp phủ thực vật đầy đủ) dễ bị xói mòn với tốc độ rất cao trong những trận mưa lớn hơn là những sườn dốc ngắn hơn, ít dốc hơn. Địa hình dốc cũng dễ xảy ra lở bùn, lở đất và các dạng khác của quá trình xói mòn do trọng lực. :28–30 

### Kiến tạo
Các quá trình kiến tạo kiểm soát tốc độ và sự phân bố xói mòn trên bề mặt Trái Đất. Nếu hoạt động kiến tạo khiến một phần bề mặt Trái Đất (ví dụ, một dãy núi) được nâng lên hoặc hạ xuống so với các khu vực xung quanh, thì điều này nhất thiết phải thay đổi độ dốc của bề mặt đất. Vì tốc độ xói mòn hầu như luôn nhạy cảm với độ dốc cục bộ (xem ở trên), điều này sẽ làm thay đổi tốc độ xói mòn ở khu vực được nâng lên. Hoạt động kiến tạo cũng mang đá tươi, chưa phong hóa về phía bề mặt, nơi nó tiếp xúc với hoạt động xói mòn.
Tuy nhiên, xói mòn cũng có thể ảnh hưởng đến quá trình kiến tạo. Việc loại bỏ bằng cách xói mòn một lượng lớn đá từ một khu vực cụ thể và sự lắng đọng của nó ở những nơi khác, có thể làm giảm tải trọng lên lớp vỏ và lớp phủ bên dưới. Bởi vì các quá trình kiến tạo được thúc đẩy bởi độ dốc trong trường ứng suất phát triển trong lớp vỏ, sự dỡ tải này có thể gây ra sự nâng lên kiến tạo hoặc đẳng áp trong khu vực. :99  Trong một số trường hợp, người ta đã đưa ra giả thuyết rằng những phản hồi kép này có thể hoạt động để khoanh vùng và tăng cường các khu vực khai quật rất nhanh của đá lớp vỏ sâu bên dưới những nơi trên bề mặt Trái Đất với tốc độ xói mòn cực cao, chẳng hạn như bên dưới địa hình cực kỳ dốc của Nanga Parbat ở phía tây Himalayas. Một nơi như vậy đã được gọi là một "chứng phình động mạch kiến tạo".

### Phát triển
Sự phát triển đất của con người, dưới các hình thức bao gồm phát triển nông nghiệp và đô thị, được coi là một yếu tố đáng kể trong xói mòn và vận chuyển phù sa. Ở Đài Loan, sự gia tăng lượng phù sa ở các khu vực phía bắc, trung tâm và nam của hòn đảo có thể được theo dõi với thời gian phát triển của từng khu vực trong suốt thế kỷ 20.

## Xói mòn ở các quy mô khác nhau

### Các dãy núi
Các dãy núi được biết là phải mất hàng triệu năm để xói mòn đến mức chúng không còn tồn tại. Các học giả Pitman và dự toán Golovchenko rằng phải mất lẽ hơn 450 triệu năm xói mòn một khối núi giống với Himalaya thành gần như phẳng bán bình nguyên nếu không có chính sự thay đổi mực nước biển. Xói mòn các khối núi có thể tạo ra một mô hình các đỉnh cao bằng nhau được gọi là đỉnh phù hợp. Người ta đã lập luận rằng việc mở rộng trong quá trình sụp đổ sau khi tạo núi là một cơ chế hiệu quả hơn để hạ thấp chiều cao của núi cao hơn là xói mòn.
Ví dụ về các dãy núi bị xói mòn nghiêm trọng bao gồm Timanides của miền Bắc nước Nga. Sự xói mòn của orogen này đã tạo ra các trầm tích hiện được tìm thấy ở Nền tảng Đông Âu, bao gồm Hệ tầng Cambri Slya gần Hồ Ladoga. Các nghiên cứu về các trầm tích này chỉ ra rằng có khả năng quá trình xói mòn của orogen bắt đầu từ kỷ Cambri và sau đó tăng cường trong kỷ Ordovic.

### Đất
Nếu tốc độ xói mòn cao hơn tốc độ hình thành đất thì đất đang bị phá hủy do xói mòn. Ở những nơi đất không bị xói mòn phá hủy, xói mòn trong một số trường hợp có thể ngăn cản sự hình thành các đặc điểm của đất hình thành từ từ. Đất bạc màu là loại đất phổ biến hình thành ở những khu vực xói mòn nhanh.
Trong khi xói mòn đất là một quá trình tự nhiên, các hoạt động của con người đã tăng gấp 10-40 lần tốc độ xói mòn đang xảy ra trên toàn cầu. Xói mòn quá mức (hoặc tăng tốc) gây ra cả vấn đề "tại chỗ" và "ngoài địa điểm". Các tác động tại chỗ bao gồm giảm năng suất nông nghiệp và suy sụp sinh thái (về cảnh quan tự nhiên), cả hai đều do mất lớp đất giàu dinh dưỡng phía trên. Trong một số trường hợp, kết quả cuối cùng là sa mạc hóa. Các tác động bên ngoài bao gồm bồi lắng đường nước và phú dưỡng các vùng nước, cũng như thiệt hại liên quan đến trầm tích đối với đường xá và nhà cửa. Xói mòn do nước và gió là hai nguyên nhân chính gây suy thoái đất; cộng lại, chúng là nguyên nhân của khoảng 84% diện tích đất bị thoái hóa trên toàn cầu, khiến xói mòn quá mức trở thành một trong những vấn đề môi trường nghiêm trọng nhất.

## Giám sát, đo đạc và mô hình hóa xói mòn

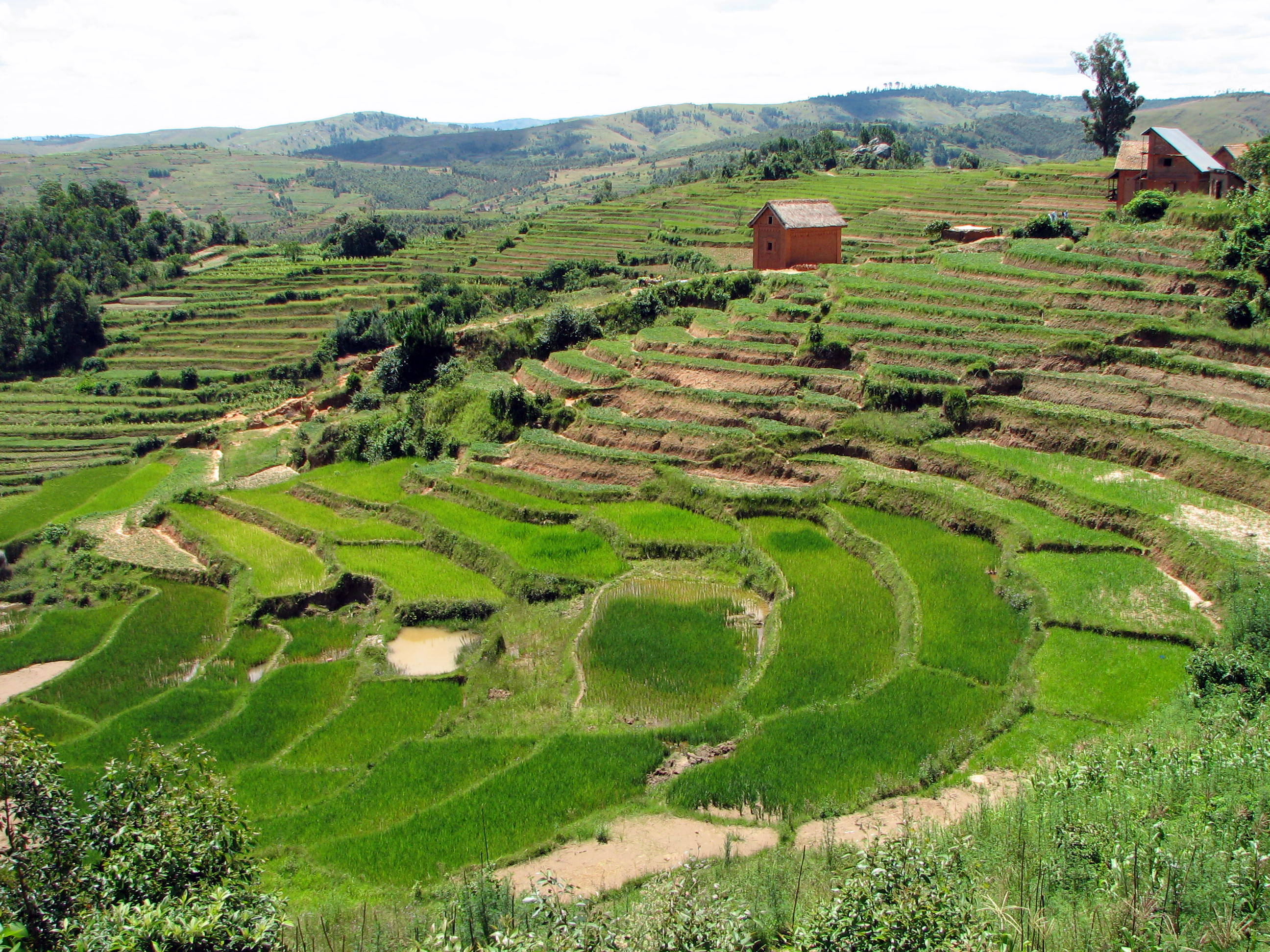
Trồng trọt theo bậc là một kỹ thuật từ xa xưa nhằm giảm thiểu tốc độ xói mòn trên sườn dốc.

Giám sát và mô hình hóa các quá trình xói mòn có thể giúp con người hiểu rõ hơn về nguyên nhân, đưa ra dự báo và có kế hoạch phòng chống và phục hồi đất. Tuy nhiên, tính phức tạp của các quá trình xói mòn và nhiều khía cạnh cần phải được nghiên cứu để hiểu và mô hình hóa chúng (như khí hậu học, thủy văn học, địa chất học, hóa học, vật lý...) làm cho độ chính xác của mô hình vẫn còn là thách thức với khoa học hiện tại. Các mô hình xói mòn cũng không phải tuyến tính, nên khó khăn trong việc mô phỏng, và khó hoặc không thể mở rộng quy mô phục vụ dự đoán trên phạm vi rộng lớn từ dữ liệu thu thập được từ thí nghiệm pilot nhỏ hơn.
Mô hình được sử dụng rộng rãi nhất trong việc dự báo xói mòn đất do nước là Phương trình mất đất toàn cầu (USLE), phương trình này ước tính lượng đất mất đi trung bình hàng năm {\displaystyle A} như sau:
{\displaystyle A=RKLSCP}
với R là khả năng xói mòn do mưa, K là yếu tố kháng xói mòn của đất, L và S là các thông số về địa hình là chiều dài sườn dốc và gốc dốc, và C và P là các yếu tố canh tác mùa vụ.